# オットー・ハーン・メダル
オットー・ハーン・メダル (ドイツ語: Otto-Hahn-Medaille)は、ドイツのマックス・プランク協会が自然科学および社会科学の若手研究者に授与する賞。賞の名前はノーベル賞受賞者であり、マックス・プランク研究所の初代所長（1948-1960）を務めたオットー・ハーンに由来する。
メダルは毎年、顕著な業績を挙げた最大30人までの若手研究者に贈られる。受賞者には、メダルと賞金7,500ユーロが贈られる。 授与式はマックス・プランク研究所の年次総会の間に行われる。

## 主な受賞者
- マキシム・コンツェビッチ、数学者、（1998年 フィールズ賞受賞者）
- ラインハルト・ゲンツェル、天体物理学者、（12008年 ショウ賞、2020年 ノーベル物理学賞受賞者）
- イマヌエル・ブロッホ、実験物理学者